# Eumysia fuscatella

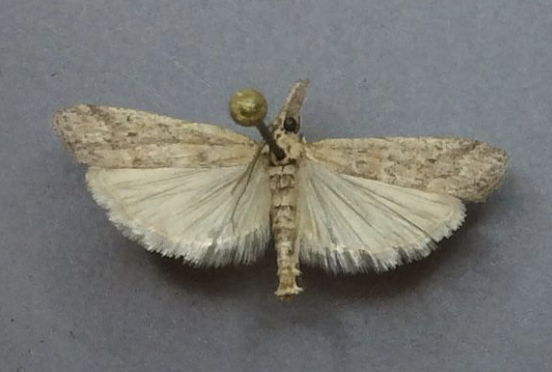
Eumysia fuscatella

Eumysia fuscatella är en fjärilsart som beskrevs av George Duryea Hulst 1900. Eumysia fuscatella ingår i släktet Eumysia och familjen mott. Inga underarter finns listade i Catalogue of Life.